# Paulin Gillon
Pour les articles homonymes, voir Gillon.
Paulin Gillon, né le 22 juin 1796 à Nubécourt (Meuse) et mort le 1er novembre 1878 dans la même ville, est un avocat et homme politique français qui fut maire de Bar-le-Duc et député de la Meuse de 1848 à 1851 et de 1871 à 1876.

## Biographie
Fils d'agriculteurs aisés, il commence ses études à l'abbaye de Beaulieu puis va au collège de Châlons-sur-Marne. Il part ensuite à Paris pour faire des études de droit tout en faisant des cours d'histoire et de littérature latine à la Sorbonne et au collège de France. Il est alors acquis aux idées libérales. Il s'installe comme avocat à Verdun avant d'aller à Bar-le-Duc en 1822 comme notaire. Il reprend ensuite la robe d'avocat dans cette même ville. En 1830, le gouvernement le nomme sous-préfet de Commercy mais il refuse tout en devenant secrétaire général de la préfecture de la Meuse jusqu'en 1832. Il est élu conseiller d'arrondissement de Bar-le-Duc en 1834 puis au conseil général entre 1837 et 1848. Il devient aussi conseiller municipal puis maire en 1840 de Bar-le-Duc jusqu'au 1er mai 1848. Il participe à l'opposition et est partisan de réformes mais reste modéré. Au printemps 1848, il cherche à canaliser les manifestations populaires dans la commune. Le 23 avril 1848 il est élu représentant de la Meuse puis il est réélu en 1849, faisant partie de la majorité conservatrice. Il condamne le Coup d'État du 2 décembre 1851 et se retire de la vie publique en ne gardant que le mandat de conseiller municipal. Il fait alors une évolution politique et spirituelle, maudissant la République « corruptrice » et préférant la « monarchie légitime et traditionnelle ». 
Il est à nouveau élu député en 1871 avec deux autres conservateurs et trois républicains. Élection qu'il doit à son neveu par alliance Henri Bompard, lui aussi conservateur. Il est pour la paix et vote pour la chute de Adolphe Thiers en 1873. Il accepte cependant la constitution mais vote contre l'amendement Wallon et les lois constitutionnelles de 1875. On lui propose un siège de sénateur inamovible mais il refuse car il est proposé par ses ennemis politiques. Le 10 octobre 1871, il échoue aux élections cantonales, en avril 1874, il perd son siège de conseiller municipal  et en février 1876, il est battu par un républicain, enfin en novembre 1877, il échoue aux élections cantonales face à un autre républicain. 
Il avait pour frère Jean Landry Gillon, lui aussi député de la Meuse entre 1830 et 1848. Il est l'arrière-grand-oncle de Raymond Poincaré, qu'il initia à la politique.